# گیم‌استاپ
شرکت گیم‌استاپ (به انگلیسی: GameStop) یک شرکت خرده‌فروشی بازی‌های رایانه‌ای و نرم‌افزارهای سرگرمی آمریکایی است که شعبه اصلی آن در گریپواین، تگزاس قرار دارد. گیم‌استاپ ۶٬۵۰۰ مغازهٔ خرده فروشی درسرتاسر ایالت متحده دارد.
این شرکت فروشگاه‌هایی تحت نام‌های گیم‌استاپ، ای‌بی گیمز، بابیجز، نرم‌افار ای‌تی‌سی، مایکرو منیا، مووی استاپ، پلنت‌اکس و فانکولند را اداره می‌کند. علاوه بر این‌ها شرکت گیم‌استاپ سه سایت تجارت الکترونیکی GameStop.com ,EBgames.com و ImpulseDriven.com دارد و بازی‌های فلش سایت کانگرگیت (به انگلیسی:Kongregate) جلت آنلاین گیمینگ (به انگلیسی:Jolt Online Gaming) و مجلهٔ گیم اینفورمر را اداره می‌کند.
در سال ۲۰۱۰ به دلیل تمایل به خرید بازی‌ها از طریق اینترنت و سرمایه‌گذاری‌هایِ ناموفق گیم‌استاپ، در خرده‌فروشی گوشی‌های هوشمند، قیمت سهام این شرکت کاهش یافت. با این حال، در سال ۲۰۲۱، قیمت سهام این شرکت به روش فشار استقراض با روند سرسام‌آوری افزایش یافت.

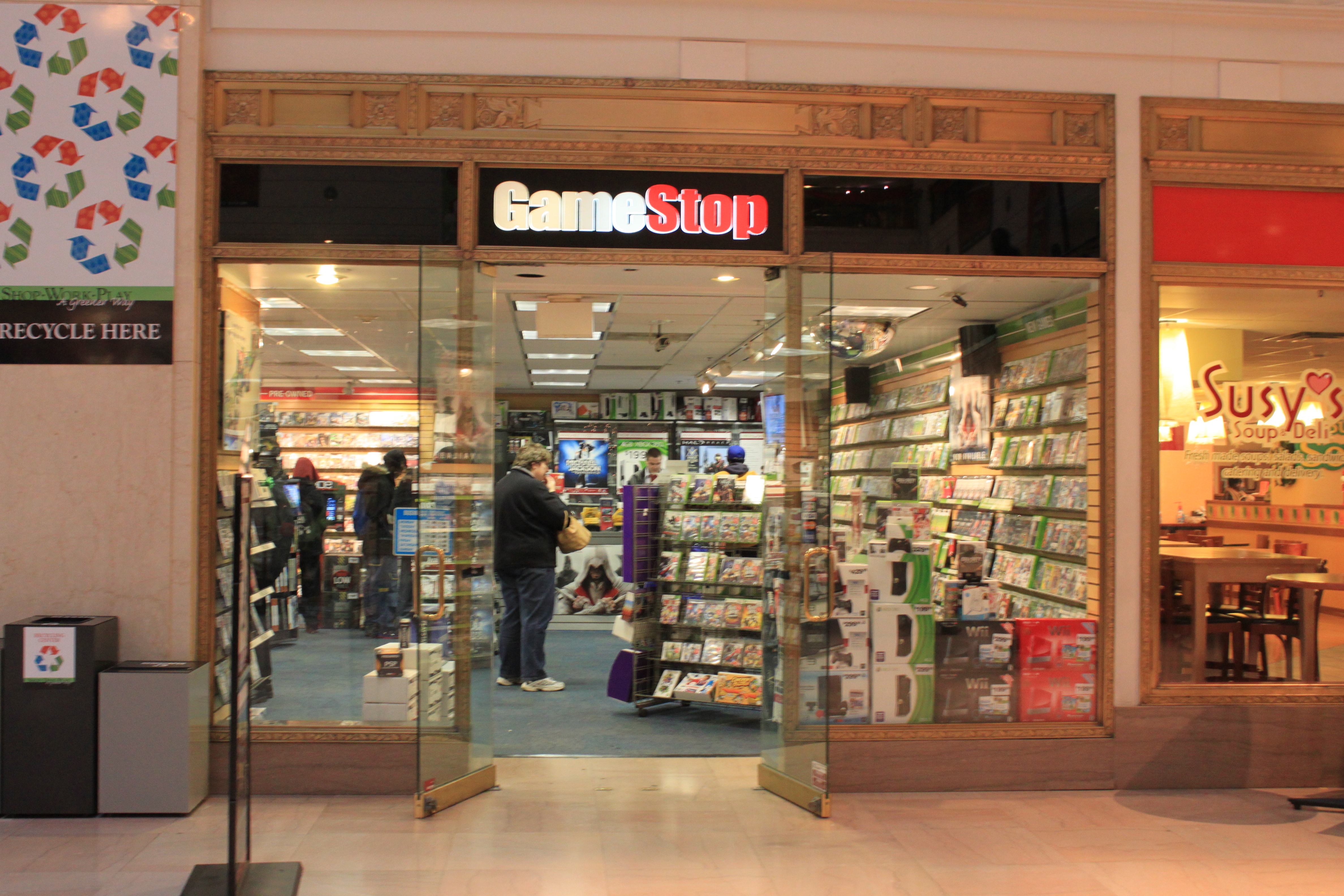
یکی از نمایندگی‌های گیم‌استاپ واقع در برج مرکز شهر کلیولند اوهایو